# Enrique Peñalosa

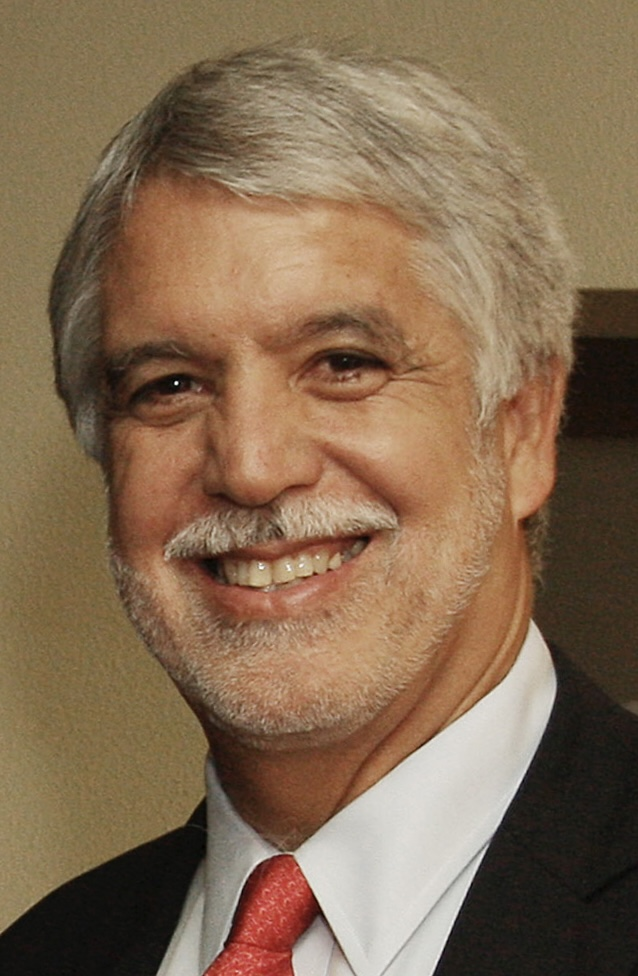
Enrique Peñalosa (2012)

Enrique Peñalosa Londoño (* 30. September 1954 in Washington, D.C., USA) ist ein kolumbianischer Volkswirt und Politiker. Peñalosa war von 1998 bis 2000 sowie von 2015 bis 2019 Bürgermeister von Bogotá.

## Leben
Seinen Namen erhielt er von seinem gleichnamigen Vater, der auch Politiker war. Zur Grundschule ging Peñalosa in das Gimnasio Campestre und besuchte das Colegio Refous, beide in Bogotá. Er zog dann nach Durham, North Carolina in den USA, wo er Volkswirtschaft an der Duke University studierte.
Als Oberbürgermeister von Bogotá war Enrique Peñalosa verantwortlich für zahlreiche radikale Verbesserungen der Stadt und ihrer Bürger. Wenn auch diese Verbesserungen nicht allen Bürgern Bogotás zugutekamen. Die Bewohner der Armenviertel haben kaum etwas von den Entwicklungen mitbekommen. Er förderte ein Stadtmodell, das Kindern und öffentlichen Räumen Vorrang einräumt und die private Nutzung von Autos einschränkte. Hunderte von Kilometern Bürgersteige, Fahrradwege, Fußgängerzonen, Grünanlagen und Parks wurden in seiner Amtszeit gebaut. Nachdem er im Jahr 2000 einen autofreien Tag organisiert hatte, wurde er mit dem Stockholm Challenge Award ausgezeichnet und mit einem Referendum belohnt, das einen jährlichen autofreien Tag und die Eliminierung aller Autos von den Straßen während der Stoßzeiten ab 2015 befürwortete.
Peñalosa führte auch Bemühungen ein, die die marginalen Stadtbezirke von Bogotá durch eine bessere Bürgerbeteiligung vorsah und mehr als 100.000 Bäume pflanzen ließ. In seiner letzten Amtszeit jedoch hat Peñalosa das Fällen tausender Bäume angeordnet, denn Bauprojekte schienen in den Vordergrund dieser Amtsperiode gestanden zu haben. Dies gilt auch für seine Pläne bezüglich des Naturschutzgebiets „Reserva Van Der Hammen“.  Dieses Naturschutzgebiet ist ein großer grüner Bereich in der Gemarkung Bogotás, den Peñalosa zu einem Baugebiet umwandeln will. Es gibt jedoch großen Widerstand seitens der Bürger, der erreichte, dass manche seiner Projekte vorerst gestoppt werden mussten, z. B. musste der Plan zum Bau von zwölf Straßen aufgrund der Arbeit der Veeduría ciudadana (öffentliche Kontrolle durch Bürger) auf drei reduziert werden.  Er schuf ein neues, sehr erfolgreiches Bus-basiertes Transportsystem ein, das TransMilenio-Busway-System. Im Laufe der Jahre hat sich der Transmilenio jedoch zu einem großen Problem für Bogotá entwickelt. Das originale Transmilenio-Model stammt aus Curitiba, einer brasilianischen Stadt mit etwa einer Million Einwohner. Bogotá dagegen hat mehr als acht Millionen Einwohner. Dazu kommen große Baumängel der Stationen, die der Stadt Bogotá einen erheblichen finanziellen Schaden zufügten. Seine Absicht, das Ansehen der Stadt von einer zumeist negativen Hoffnungslosigkeit hin zu einem von Stolz und Hoffnung getragenen Gesamtbild zu transformieren und ein Modell für die Verbesserung der Stadt zu entwickeln, wurde nur am Anfang teilweise verwirklicht. In den letzten Jahren jedoch sehen sich die Bewohner Bogotás täglich mit einem überfüllten, unpünktlichen, umweltschädlichen (die Busse werden mit Diesel betrieben und entsprechen nicht den letzten Umweltstandards) und teuren Service konfrontiert.
Im Jahre 1997 versuchte er zum dritten Mal Oberbürgermeister von Bogotá zu werden und schaffte es, sich dabei gegen Carlos Moreno de Caro durchzusetzen. Zuvor hatte er  1992 gegen Antanas Mockus und 1994 gegen Jaima Castro Wahlniederlagen erlitten. Von Antanas Mockus übernahm er die Stadt in einem guten finanziellen Zustand.